# 도지

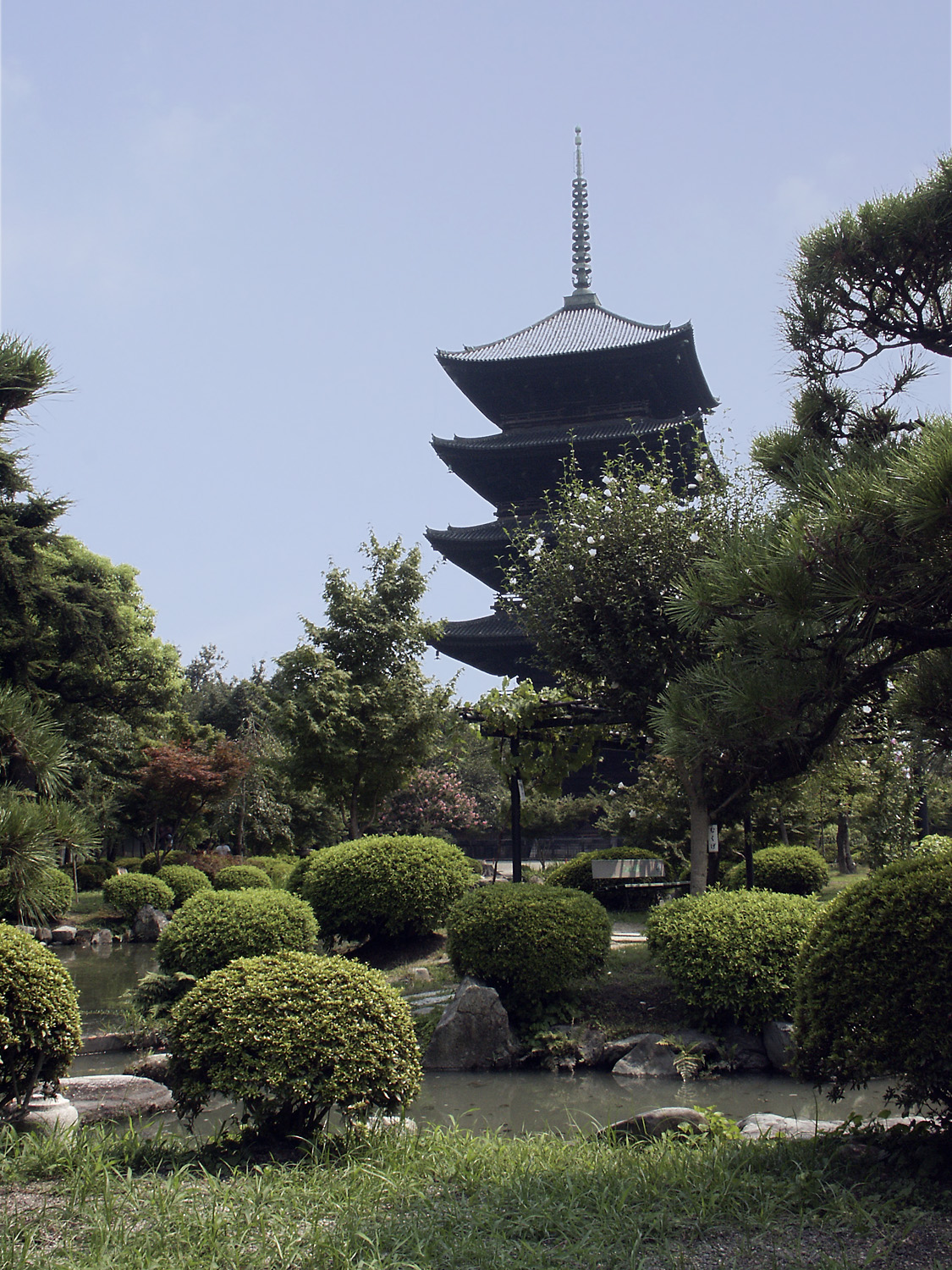
도지의 5층탑

도지(東寺)는 일본 교토시에 있는 진언종의 사원이다. 도지라는 이름의 "동쪽의 절"을 뜻하며 한 때 "서쪽의 절"인 사이지(西寺)와 한 쌍을 이루었다. 절은 헤이안쿄의 입구인 라조몬과 나란히 세워졌다. 예전에는 교왕호국사(일본어: 教王護国寺 쿄오고코쿠지[*])로 불려서 이 절이 이전에는 국가를 보호하는 역할을 했음을 말해준다. 도지는 미나미구의 교토역 남서쪽, 오미야 대로와 구조 대로의 교차점 주변에 위치한다.
도지는 헤이안 시대 초기에 세워졌다. 절은 796년에 세워졌고 헤이안쿄로 수도를 옮긴지 2년 후인 796년에 세워졌다.
도지는 종종 홍법대사(구카이)와 관련이 있다. 823년에 사가 천황의 명령에 의해 도지는 유명한 승려에게 맡겨졌다. 절의 주요 화상은 병을 고쳐준다는 부처님인 약사여래의 것이다.

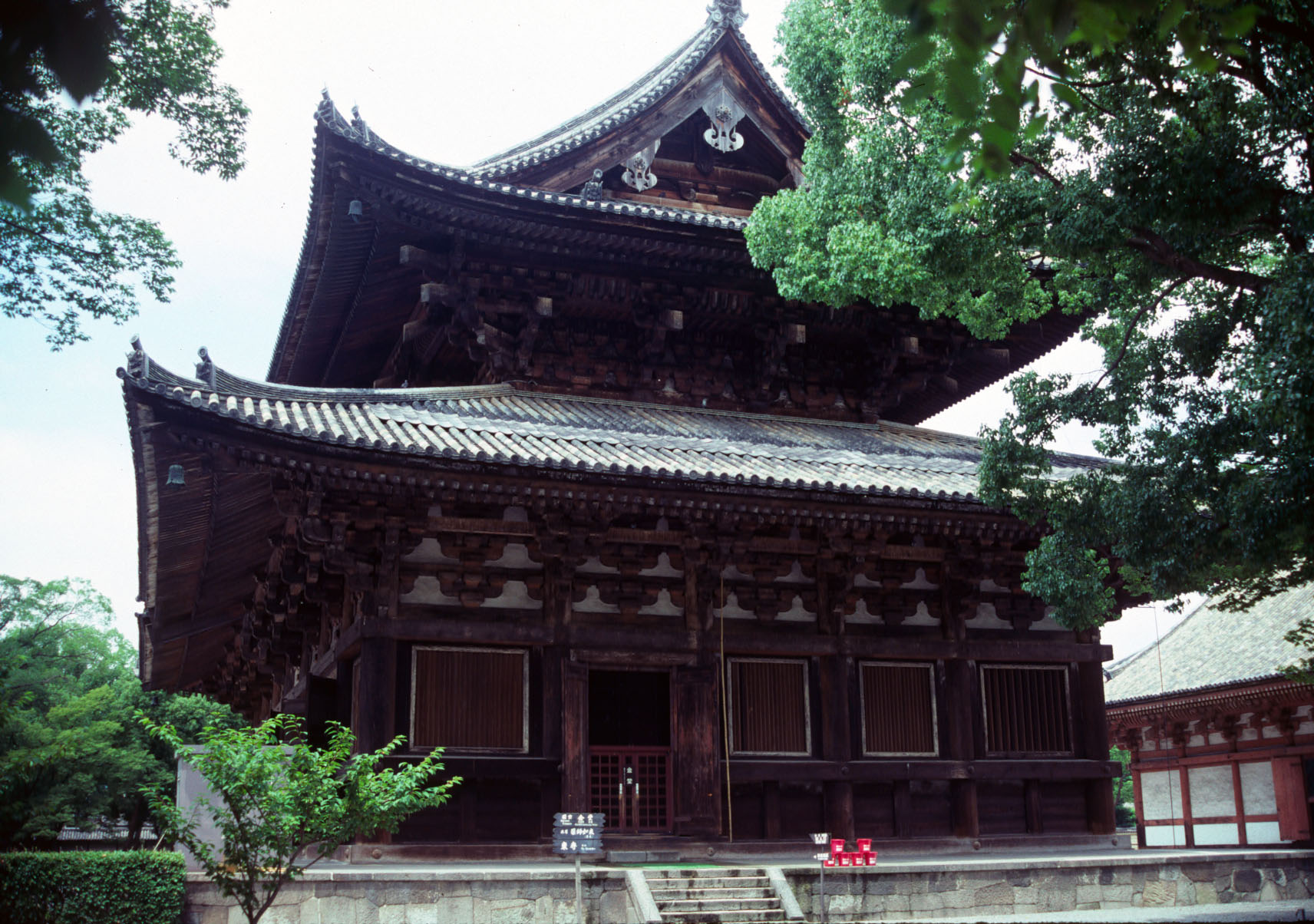
도지의 고대 건물

도지의 탑의 높이는 54.8m로 일본의 목조탑 중 가장 높다. 이것은 에도 시대에 도쿠가와 이에미쓰의 지시로 재건되었다. 탑은 이후 교토의 상징이 되었다. 탑에 들어가는 것은 일 년 중 며칠만 허용된다.
도지의 건물 안에는 고대의 다양한 불상들이 있고 부지에는 정원과 연못이 있다. 절에는 또한 엄격한 사립 대학이었던 라쿠난이 있어 많은 상류층 학생들이 교육받았다.
도지의 역사적, 종교적 중요성을 인식해 유네스코는 몇몇 교토부의 다른 국보들과 함께 도지를 고도 교토의 문화재의 일부로써 유네스코 세계유산으로 지정했다.
매달 21일에 유명한 벼룩시장이 도지 주변에서 열린다. 이 시장은 3월 21일에 사망한 홍법대사를 추앙하는 의미에서 주로 고보산으로 불린다. 이 벼룩시장은 다양한 골동품, 예술품, 의복, 도자기, 식품, 전형적인 벼룩시장의 중고 상품들을 특징으로 한다. 일 년 중 가장 마지막에 열리는 12월 21일의 벼룩시장은 그중 가장 규모가 크다.
더 작고 사람이 덜 붐비는 골동품 중심의 시장은 도지에서 매달 첫 번째 일요일에 열린다.